# Strawberry Swing
"Strawberry Swing" é uma canção da banda inglesa de rock alternativo Coldplay. É o quinto single do quarto álbum de estúdio da banda, Viva la Vida or Death and All His Friends.
O CD Single promocional da canção foi lançado em 6 de julho de 2009. O single oficial foi lançado no dia 13 de setembro para download digital. Em 31 de julho de 2009, "Strawberry Swing" foi lançado no iTunes como um aplicativo. O single foi para a lista A da BBC Radio 1 e na lista C da BBC Radio 2.
A versão ao vivo da canção está presente no álbum ao vivo do Coldplay, LeftRightLeftRightLeft. A canção fez parte da trilha sonora internacional da telenovela brasileira Tempos Modernos.

## Escrita e composição
"Strawberry Swing" contém influências de canções afro-pop e highlife, e a música que foi criada em torno da canção foi escolhido a dedo. Contém distorção de guitarra livre com uma pequena linha de baixo synths psicodélicos. O vocalista Chris Martin explicou de onde o estilo musical da canção surgiu: "Minha mãe veio de Zimbábue, onde vivi um bom tempo lá. E eu costumava trabalhar em um estúdio aonde as pessoas escutavam esse tipo de música." O som da música também foi inspirado pela canção de Delakota, "The Rock", que utiliza um loop de guitarra para trás.
Em uma entrevista para o Coldplay.com, Martin afirmou que "Strawberry Swing" é a sua faixa favorita do álbum Viva la Vida or Death and All His Friends.

## Videoclipe
O videoclipe de "Strawberry Swing" estreou no 4Music e no Channel 4 no dia 29 de julho de 2009. O vídeo da canção foi produzido em stop motion, com o vocalista Chris Martin no chão com desenhos animados feitos a giz. O vídeo começa com Martin acordando em sua casa. Uma vez que ele vê que uma moça está sendo mantida refém por um esquilo gigante, se transforma em um super-herói e tenta salvá-la. Ao longo do caminho, Martin enfrenta ataques do esquilo e de um peixe gigante no oceano. Quando Martin finalmente chega ao esconderijo do esquilo, resgata a moça oferecendo uma "noz-gigante" ao esquilo, que explode. Os dois então voam para longe e se beijam. A animação para de repente e Martin se levanta do giz colorido no chão e se afasta. O videoclipe teve a direção de Shynola. O vídeo foi indicado na cateria de Melhor Animação em Vídeo no UK Music Video Awards 2009.
Em setembro de 2009, a originalidade do grupo Shynola , diretores do vídeo, foi questionada pelo cantor e compositor Andy Gallagher, que argumentou que "Owen Trevor [que dirigiu o clipe de Something Else] teve praticamente a mesma ideia, do vídeo dirigido alguns anos antes." Em um comunicado oficial para o PDF Shynola declarou que "nunca tinha visto o vídeo do Sr. Trevor antes, podemos afirmar categoricamente que o nosso vídeo não teve influência do vídeo dele. Qualquer semelhança é mera coincidência." O PDF também continha imagem-por-imagem das reivindicações de Gallagher, e acrescentou que o vídeo foi inspirado principalmente pela "Dreamlike Weirdness", uma das obras de arte de Winsor McCay.

## Faixas
| Download Digital no iTunes |                    |         |  |
| N.º                        | Título             | Duração |  |
| 1.                         | "Strawberry Swing" | 4:09    |  |

| CD Promocional |                                      |         |  |
| N.º            | Título                               | Duração |  |
| 1.             | "Strawberry Swing" (edição de rádio) | 4:07    |  |
| 2.             | "Strawberry Swing" (versão do álbum) | 4:11    |  |
| 3.             | "Strawberry Swing" (instrumental)    | 4:11    |  |

## Histórico de lançamento
| Data       | País                  | Formato                       |
| ---------- | --------------------- | ----------------------------- |
| 07-06-2008 | Reino Unido           | CD Promocional                |
| 13-09-2009 | Reino Unido, Alemanha | Download Digital              |
| 29-07-2009 | Reino Unido           | Videoclipe (airplay)          |
| 08-03-2009 | Mundo                 | Videoclipe (download digital) |

## Desempenho nas paradas musicais
| País/Parada (2009)                        | Melhor posição |
| ----------------------------------------- | -------------- |
| Países Baixos (MegaCharts)                | 5              |
| Itália (FIMI)                             | 31             |
| Polónia (ZPAV)                            | 5              |
| Reino Unido (The Official Charts Company) | 158            |